# WWF WrestleMania (videogioco 1991)
WWF WrestleMania è un videogioco di tipo picchiaduro sul wrestling professionistico, uscito nel 1991 per Amiga, Amstrad CPC, Atari ST, Commodore 64, MS-DOS e ZX Spectrum, pubblicato da Ocean Software. È stato il primo gioco su licenza della WWF a uscire su questi tipi di computer, all'epoca dominanti in Europa rispetto alle console.

## Modalità di gioco
Come WWF Superstars, il gioco utilizza una visuale isometrica. Anche il gameplay presenta somiglianze; ogni lottatore è in grado di eseguire pugni e calci di base, nonché una serie di mosse più avanzate come il dropkick, la clothesline, e una presa finale che viene eseguita agitando il joystick. Inoltre, al di fuori del ring c'è una sedia che può essere usata come arma. I match hanno un limite di tempo di cinque minuti e ogni lottatore ha quattro crediti da gestire per aumentare le proprie caratteristiche.
Il giocatore può scegliere il proprio lottatore tra Hulk Hogan, The Ultimate Warrior o The British Bulldog e deve sconfiggere cinque avversari per diventare campione WWF. Gli avversari da battere sono, in ordine di comparsa, Mr. Perfect, The Warlord, Ted DiBiase (Million Dollar Man), The Mountie e Sgt. Slaughter.
Il gioco offre anche una modalità allenamento in cui il giocatore affronta Mr. Perfect, che rimarrà fermo a subire qualsiasi mossa a meno che non venga controllato da un altro giocatore.